# 문창현
문창현(한국 한자: 文昶現, 1992년 11월 12일 ~ )은 대한민국의 전 축구 선수이며, 포지션은 공격수였다.

## 참고 자료
- (사)한국프로축구선수협회(FIFPro KOREA) 전 성남FC 이원규, 문창현 선수 대법원 최종 승소